# Kenyentulus xingshanensis
Kenyentulus xingshanensis är en urinsektsart som beskrevs av Yin 1987. Kenyentulus xingshanensis ingår i släktet Kenyentulus och familjen lönntrevfotingar. Inga underarter finns listade i Catalogue of Life.